# Allsvenskan i bandy för damer 2004/2005
Allsvenskan i bandy för damer 2004/2005 spelades som grundserie 13 november 2004–23 januari 2005, och fortsättningsserie mellan 29 januari och 26 februari 2005, och vanns båda av AIK. Säsongen avslutades med att AIK blev svenska mästarinnor efter seger med 3-1 mot Västerstrands AIK i finalmatchen på Studenternas IP i Uppsala den 19 mars 2005.

## Upplägg
Lag 1-6 gick vidare till Elitserien, en fortsättningsserie som spelades 29 januari-26 februari 2005, från vilken lag 1-4 gick vidare till slutspel om svenska mästerskapet. Lag 7-8 gick till kvalspel. 

## Förlopp
- Skytteligan vanns av Johanna Pettersson, Sandvikens AIK med 52 fullträffar.[2].
- Finalpubliken på 3 902 åskådare innebar nytt svenskt publikrekord för dambandy.[3]

## Seriespelet

### Allsvenskan
| Nr | Lag                | S  | V  | O | F  | +/-      | P  |
| -- | ------------------ | -- | -- | - | -- | -------- | -- |
| 1  | AIK                | 14 | 13 | 0 | 1  | 97 - 24  | 26 |
| 2  | Västerstrands AIK  | 14 | 12 | 0 | 2  | 82 - 32  | 24 |
| 3  | Sandvikens AIK     | 14 | 10 | 0 | 4  | 102 - 47 | 20 |
| 4  | Edsbyns IF         | 14 | 7  | 0 | 7  | 66 - 52  | 14 |
| 5  | IFK Nässjö         | 14 | 5  | 1 | 8  | 25 - 51  | 11 |
| 6  | Villa Lidköping BK | 14 | 5  | 0 | 9  | 33 - 77  | 10 |
| 7  | Strömsbro/Skutskär | 14 | 2  | 1 | 11 | 32 - 77  | 5  |
| 8  | Västerås SK        | 14 | 1  | 0 | 13 | 21 - 98  | 2  |

### Elitserien
| Nr | Lag                | S | V | O | F | +/-     | P  |
| -- | ------------------ | - | - | - | - | ------- | -- |
| 1  | AIK                | 5 | 5 | 0 | 0 | 24 - 4  | 10 |
| 2  | Västerstrands AIK  | 5 | 4 | 0 | 1 | 25 - 15 | 8  |
| 3  | Sandvikens AIK     | 5 | 3 | 0 | 2 | 23 - 14 | 6  |
| 4  | Edsbyns IF         | 5 | 2 | 0 | 3 | 15 - 24 | 4  |
| 5  | IFK Nässjö         | 5 | 1 | 0 | 4 | 5 - 17  | 2  |
| 6  | Villa Lidköping BK | 5 | 0 | 0 | 5 | 5 - 23  | 0  |

## Seriematcherna

### Allsvenskan
| - 13 november 2004 Sandvikens AIK-Västerås SK 8-1 - 13 november 2004 AIK-Edsbyns IF 4-0 - 13 november 2004 Västerstr AIK-Strömsbro/Skutskär 10-2 - 13 november 2004 Villa Lidköping BK-IFK Nässjö 3-2 - 14 november 2004 Nässjö-Edsbyn 3-2 - 14 november 2004 Villa Lidköping-Strömsbro/Skutskär 3-1 - 20 november 2004 Nässjö-AIK 0-5 - 20 november 2004 Västerås-Villa Lidköping 1-3 - 20 november 2004 Strömsbro/Skutskär-Sandviken 2-8 - 20 november 2004 Edsbyn-Västerstrand 1-3 - 21 november 2004 Sandviken-Västerstrand 2-5 - 21 november 2004 AIK-Västerås 10-1 - 24 november 2004 Edsbyn-Sandviken 6-9 - 24 november 2004 Strömsbro/Skutskär-AIK 3-6 - 24 november 2004 Västerstrand-Villa Lidköping 7-0 - 27 november 2004 AIK-Västerstrand 4-0 - 27 november 2004 Västerås-Edsbyn 1-7 - 27 november 2004 Nässjö-Strömsbro/Skutskär 2-2 - 27 november 2004 Villa Lidköping-Sandviken 2-8 - 28 november 2004 Nässjö-Sandviken 2-11 - 28 november 2004 Västerås-Västerstrand 2-6 - 28 november 2004 AIK-Villa Lidköping 15-0 - 30 november 2004 Strömsbro/Skutskär-Edsbyn 3-6 - 11 december 2004 Sandviken-AIK 3-6 - 11 december 2004 Strömsbro/Skutskär-Västerås 9-2 - 11 december 2004 Västerstrand-Nässjö 4-0 - 11 december 2004 Edsbyn-Villa Lidköping 5-3 - 18 december 2004 Västerås-Nässjö 2-4 - 18 december 2004 Västerstrand-AIK 5-3 | - 19 december 2004 Edsbyn-Strömsbro/Skutskär 10-0 - 19 december 2004 Sandviken-Nässjö 1-2 - 19 december 2004 Västerstrand-Västerås 8-1 - 19 december 2004 Villa Lidköping-AIK 2-8 - 2 januari 2005 Villa Lidköping-Edsbyn 0-3 - 2 januari 2005 Västerås-Strömsbro/Skutskär 1-5 - 2 januari 2005 Nässjö-Västerstrand 1-4 - 6 januari 2005 AIK-Sandviken 5-4 - 6 januari 2005 Edsbyn-Västerås 7-2 - 8 januari 2005 Sandviken-Edsbyn 9-4 - 8 januari 2005 AIK-Strömsbro/Skutskär 7-0 - 8 januari 2005 Villa Lidköping-Västerstrand 1-12 - 8 januari 2005 Nässjö-Västerås 1-3 - 15 januari 2005 Västerås-AIK 1-12 - 15 januari 2005 Västerstrand-Sandviken 6-9 - 15 januari 2005 Edsbyn-Nässjö 6-4 - 15 januari 2005 Strömsbro/Skutskär-Villa Lidköping 2-3 - 16 januari 2005 Strömsbro/Skutskär-Nässjö 1-2 - 16 januari 2005 Sandviken-Villa Lidköping 9-3 - 22 januari 2005 Sandviken- Strömsbro/Skutskär 12-2 - 22 januari 2005 AIK-Nässjö 6-0 - 22 januari 2005 Västerstrand-Edsbyn 6-5 - 22 januari 2005 Villa Lidköping-Västerås 9-2 - 23 januari 2005 Edsbyn-AIK 5-6 - 23 januari 2005 Nässjö-Villa Lidköping 2-1 - 23 januari 2005 Strömsbro/Skutskär-Västerstrand 1-6 - 23 januari 2005 Västerås-Sandviken 1-9 |

### Elitserien
| - 29 januari 2005 Västerstrand-Villa Lidköping 5-3 - 29 januari 2005 Edsbyn-Nässjö 4-1 - 30 januari 2005 AIK-Edsbyn 6-0 - 30 januari 2005 Sandviken-Nässjö 3-0 - 5 februari 2005 AIK-Västerstrand 3-1 - 6 februari 2005 Nässjö-Villa Lidköping 1-0 - 6 februari 2005 Västerstrand-Edsbyn 8-4 - 6 februari 2005 Sandviken-AIK 1-9 | - 12 februari 2005 Edsbyn-Villa Lidköping 6-1 - 12 februari 2005 Västerstrand-Sandviken 4-3 - 12 februari 2005 AIK-Nässjö 3-1 - 13 februari 2005 Villa Lidköping-Sandviken 0-8 - 26 februari 2005 Nässjö-Västerstrand 2-7 - 26 februari 2005 Sandviken-Edsbyn 8-1 - 26 februari 2005 Villa Lidköping-AIK 1-3 |

## Slutspel om svenska mästerskapet

### Semifinaler
- 5 mars 2005: Sandvikens AIK-Västerstrands AIK 7-3
- 5 mars 2005: Edsbyns IF-AIK 2-9

- 12 mars 2005: AIK-Edsbyns IF 3-1 (AIK vidare med 2-0 i matcher)
- 12 mars 2005: Västerstrands AIK-Sandvikens AIK 3-2

- 13 mars 2005: Västerstrands AIK-Sandvikens AIK 5-2 (Västerstrands AIK vidare med 2-1 i matcher)

### Final
- 19 mars 2005: AIK-Västerstrands AIK 3-1 (spelad på Studenternas IP i Uppsala)

### Fotnoter
1. ↑  Erik Jonsson. ”2000–2009”. Svenska Bandyförbundet. Arkiverad från originalet den 17 mars 2020. https://web.archive.org/web/20200317214713/https://www.svenskbandy.se/BANDYFINALEN/HISTORIK/Svenskamastare/Damer/2000-2009. Läst 25 mars 2020.
2. ↑  Erik Jonsson. ”Skyttedrottningar”. Svenska Bandyförbundet. Arkiverad från originalet den 13 januari 2016. https://web.archive.org/web/20160113123336/http://www.svenskbandy.se/SERIERCUPER/ELITSERIENDAM/HISTORIKSTATISTIK/SKYTTEDROTTNINGAR/. Läst 11 oktober 2009.
3. ↑  ”AIK svenska mästarinnor för tionde gången”. AIK Dambandy. Arkiverad från originalet den 25 maj 2012. https://archive.is/20120525180213/http://www.aik.se/bandy/aikindex.html?/bandy/200405/damer/matcher/ref_050319.html. Läst 27 oktober 2011.